# 新裕
新裕（しんゆう）は、清の輪船招商局が1889年に竣工させた貨客船である。1916年4月23日に軍隊輸送中の衝突事故で沈没し、約1000人もの死者を出した。

## 船歴
本船の竣工した1889年当時、招商局は商船27隻（合計34,091総トン）を保有していた。
竣工から5年後の1894年7月に日清戦争が起きると、「新裕」は北洋艦隊の指揮下で軍隊輸送船として活動し、黄海海戦のきっかけとなる輸送作戦にも「図南」「鎮東」「利遠」「海定」とともに参加した。また、招商局は戦難を避けるため、保有商船の一部を外国船籍へ一時的に移して運航することにした。同年11月2日、「新裕」は、「豊順」「海定」「美富」とともにドイツの礼和洋行（カルロヴィッツ商会）へ終戦までの期間限定で移籍し、日本軍の収集した情報によれば船名も「礼裕」と改称した。
日清戦争後に「新裕」は招商局の民間航路へ戻り、芝罘（煙台）・天津・上海港を結ぶ定期航路で用いられた。しかし、北京政府（北洋政府）と地方政権の間で護国戦争が発生すると、1916年4月初旬に北京政府海軍は、招商局の商船「新裕」「新銘」「新康」「愛仁」の4隻を徴用し、天津から福建省への軍隊輸送に投入した。同年4月23日に「新裕」は、浙江省漁山列島の南魚山付近を航行中、護衛の海容級防護巡洋艦「海容」に誤って激しく衝突され、搭載弾薬が爆発して瞬時に沈没した。乗員と輸送中の将兵合計1000人以上の乗船者のうち生存者はわずか10人余だった。なお、招商局は「新裕」を皮切りに1916年から1918年にかけて、事故などで5隻の商船を失う大きな打撃を受けた。